# Apples and Oranges
«Apples and Oranges» (с англ. — «Яблоки и апельсины») — третий (в UK) сингл британской группы Pink Floyd и первый сингл этой группы, не попавший в чарты. Композиция «Apples and Oranges» написана Сидом Барреттом и считается последней композицией, написанной им в составе Pink Floyd. На второй стороне сингла помещена песня «Paint Box», написанная Ричардом Райтом и являющаяся его первой композиторской работой в составе Pink Floyd.

## Композиция и запись
«Apples and Oranges» была написана Сидом Барреттом и издана в виде сингла 18 ноября 1967, это песня о любви и о девушке, которую рассказчик встретил в супермаркете.
Незадолго до ухода Баррета из группы, Pink Floyd записали театрализованное исполнение этой композиции на телевидении в программах
«Шоу Пэта Буна» и «American Bandstand» (это было первое появление Pink Floyd на американском телевидении). После того, как Баррет был заменен Дэвидом Гилмором, Pink Floyd записали другое исполнение этой композиции на бельгийском телевидении.
Позже композиция «Apples and Oranges» появилась на сборниках The Best of the Pink Floyd (1970) и Masters of Rock (1974), а также на альбоме-сборнике Сида Барретта An Introduction to Syd Barrett (2010).

## Участники записи
- Сид Баррет — гитара, вокал;
- Роджер Уотерс — бас-гитара, бэк-вокал;
- Ричард Райт — клавишные, Орган Хаммонда, пианино, бэк-вокал;
- Ник Мейсон — ударные.